# 百度站长平台
百度站长工具是百度公司开发的类似谷歌網站管理員工具的测试网站是否符合百度的收录规范。现在仍处于内部测试阶段，尚未公开。
目前测试版涉及的方面有：
- 让百度蜘蛛抓取或删除网站URL
- 上传sitemap.xml
- 协助生成sitemap.xml
- 向百度更新通告（Ping）
- URL优化建议工具
- 网站安全检测工具
- 网站提交通道

## 相关條目
谷歌网站管理员工具